# Agrilus exsapindi
Agrilus exsapindi är en skalbaggsart som beskrevs av Vogt 1949. Agrilus exsapindi ingår i släktet Agrilus och familjen praktbaggar. Inga underarter finns listade i Catalogue of Life.